# Boris Kuschnir
Boris Kuschnir est un violoniste autrichien d'origine ukrainienne, né à Kiev en 1948. Depuis 1981, il vit en Autriche, pays, dont il acquiert la nationalité en 1982. Il joue le Stradivarius « La Rouse Boughton » de 1703.

## Biographie
Boris Kuschnir est né dans une famille de musiciens. Il étudie le violon au Conservatoire Tchaïkovski de Moscou et la musique de chambre avec Valentin Belinsky du Quatuor Borodine. Il compte également au nombre de ses maîtres David Oïstrakh et Chostakovitch.
Le Concours pan-soviétique à Saint-Pétesbourg, qu’il remporte en 1969 avec son interprétation du Concerto pour violon de Ludwig van Beethoven sous la direction de Iouri Temirkanov, lance sa carrière.
Il est Professeur à l’Université privée de musique et des arts de la Ville de Vienne depuis 1984 et également Professeur distingué à l’Université de musique et d’arts de la scène de Graz depuis 1999. Il forme de nombreux violonistes dont les prix d’interprétation témoignent de l’excellence de son enseignement. Boris Kuschnir est également professeur honoraire au Conservatoire central de musique de Beijing.
Il fonde en 1984 le Wiener Schubert Trio qui remporte le Prix d’interprétation Mozart en 1988 et le Prix de la fondation Ernst von Siemens en 1990. Il se produit également en soliste dans les salles les plus renommées. Il fonde le Quatuor à cordes de Moscou en 1970, le Trio Brahms de Vienne en 1993 et le Quatuor Kopelman en 2003.
Il est Commandeur d'argent de l'ordre du Mérite autrichien. En raison de ses accomplissements artistiques dans le domaine de la musique, la Banque nationale d'Autriche lui prête le violon la Rouse Boughton réalisé par Antonio Stradivarius à Crémone en 1703.